# Jacob O'Reiley
Jacob O'Reiley (né le 11 novembre 1976 à Limerick en Irlande) est un acteur irlandais.

## Biographie
Jacob O'Reiley commence sa carrière en 2000 en détenant le rôle principal d'un court-métrage intitulé La Version Irlandaise au côté de Jonas Armstrong. Puis après être apparu dans Bloody Sunday, il part aux États-Unis et s'installe provisoirement là-bas pour le tournage de plusieurs films comme Code 46, tout en restant fidèle à la Grande-Bretagne et en jouant dans Ghost Squad ou Vol 93.
En 2008, Andrew Ray Jackson choisit Jacob O'Reiley pour tourner au côté de Scott Christian dans sa série Hitman, tueur malgré lui. Il y devient un personnage récurrent à partir de la saison 3 en interprétant le rôle du mystérieux Agent Anderson.      

## Filmographie

### Cinéma
- 2000 - La Version Irlandaise d'Andrew Ray Jackson
- 2002 - Bloody Sunday de Paul Greengrass
- 2002 - Insomnia de Christopher Nolan
- 2003 - Code 46 de Michael Winterbottom
- 2004 - Dead Meat de Conor McMahon
- 2004 - The Last Run de Jonathan Segal
- 2006 - Vol 93 de Paul Greengrass
- 2010 - Ondine de Neil Jordan

### Télévision
- 2005 - Ghost Squad - Saison 1
- 2008 - Hitman, tueur malgré lui - Saison 2
- 2009 - Hitman, tueur malgré lui - Saison 3